# Вульфхер (король Мерсії)
Вульфгер (давн-англ. Wulfhere, Wulfar; ? — 675) — король Мерсії у 658—675 роках.

## Життєпис

### Молоді роки
Походив з династії Ікелінгів. Молодший син Пенди, короля Мерсії та Кіневізи. Про дату народження нічого невідомо. Замолоду одружився з Еорменхільдою, донькою Еоркенберта, короля Кента.
У 655 році у битві при річці Вінвед з королем Нортумбрії Освіу мерсійське військо на чолі із Пендою зазнало нищівної поразки, а батько Вульфхера загинув. Після цього королем південної частини Мерсії Освіу призначив старшого брата Вульфхера — Педу. Невідомо про дії Вульфхера, можливо той втік до Кента або бриттів.
У 656 році Педу було вбито в результаті змови, в результаті чого королем Освіу став новим королем Мерсії. Втім його дії зі зміцнення влади призвели до повстання, яке очолили аристократи Іммін, Ефа та Едберт. Останні у 658 році домоглися значних успіхів, після чого Вульфхера оголошено королем Мерсії. Разом з ним діяв родич Талоркан I, король Піктії. Невдовзі Вульфхер звільнив усю державу.

### Королювання
Спочатку Вульфхер багато зробив задля зміцнення своєї влади, відновивши потугу війська. Водночас розпочав цілеспрямовану християнізацію королівства, тим самим встановивши політичні зв'язки з християнським світом Європи. Для цього було запрошено місіонера Вілфріда, що у 669 році залишив Нортумбрію.
Було встановлено мирні стосунки з королівствами Нортумбрія та Ессекс. У 661 розпочав військову кампанію проти Вессексу, сплюндрувавши Ешдаун та Дорчестер. 663 року здобув остаточну перемогу над вессекським військом, у результаті чого тамтешній король Кенвал поступився землями до долини Меона. Потім атакував острів Вайт. Захоплений острів передав союзнику Етельвелю, короля Сассекса, якого змусив відновити у себе християнство.
У 664 році втрутився у справи королівства Ессекс, де після смерті короля Світгельма запанували брати Сігхер та Себбі. Вульфхер змусив останніх сприяти християнству. Для цього король Мерсії відправив до них Ярумана, єпископа Ліхфілда. Тим самим Вульфхер поширив політичний та духовний вплив на Ессекс. Водночас остаточно домігся відмови Освіу Нортумбрійського від втручання у справи півдня Британії. У 666 році встановив зверхність над Лондоном.
У 670 році після смерті Освіу, короля Нортумбрії, став одним наймогутніших володарів Британії. У 670—671 роках завдав поразок королівству Вессекс, віднявши частину території, де утворив залежне королівство Гвікке, поставивши там представників свого роду. У 673 році після смерті шварґа Егберта Кентського став готувати підстави задля захоплення королівства Кент. Втім вже того ж року вимушений був поступитися Кентом на користь Хлотхіра.
У 674 році вдерся до Нортумбрії, проте зазнав поразки від короля Егфріта, в результаті чого вимушений був поступитися областю Ліндсі та зобов'язався сплачувати данину. У результаті потуга Мерсії значно ослабла, чим скористалися Вессекс та Кент. У 675 році Есвін Вессекський виступив проти Вульфхера, проте результати війни достеменно невідомі.
Помер 675 року. Після нього владу успадкував молодший брат Етельред I.

## Родина
Дружина — Еорменхільда, донька Еоркенберта, короля Кента
Діти:
- Кенред (д/н—709), король у 704—709 роках
- Вербурга (650—700), аббатиса Ілі